# II. razred nogometnog prvenstva Zagrebačkog okruga 1946./47.
II. razred nogometnog prvenstva Zagrebačkog okruga u sezoni 1946./47. je igrano u dvije skupine - Istok (6 klubova, prvak "Mraclin") i Zapad (6 klubova, prvak "Zaprešić"). 
 Obje grupe su igrane po jednostrukom bod-sustavu.

## Istok
Ljestvica 
| mj. | klub     | ut. | pob. | ner. | por. | gol+ | gol- | bod |
| --- | -------- | --- | ---- | ---- | ---- | ---- | ---- | --- |
| 1.  | Mraclin  | 5   | 4    | 1    | 0    | 12   | 5    | 9   |
| 2.  | Radnik   | 5   | 3    | 2    | 0    | 9    | 2    | 8   |
| 3.  | Prečko   | 5   | 2    | 2    | 1    | 3    | 3    | 6   |
| 4.  | Vrapče   | 5   | 1    | 1    | 3    | 5    | 8    | 3   |
| 5.  | Proleter | 5   | 1    | 1    | 3    | 1    | 5    | 3   |
| 6.  | Sloga    | 5   | 0    | 1    | 4    | 5    | 14   | 1   |

- Prečko danas dio Zagreba
- Vrapče danas dio Zagreba

 Rezultatska križaljka 
| kratica | klub     | MRA | PRE | PRO | RAD | SLO | VRA |
| --- | -------- | --- | --- | --- | --- | --- | --- |
| MRA | Mraclin  |     |     |     |     |     |     |
| PRE | Prečko   |     |     |     |     |     |     |
| PRO | Proleter |     |     |     |     |     |     |
| RAD | Radnik   |     |     |     |     |     |     |
| SLO | Sloga    |     |     |     |     |     |     |
| VRA | Vrapče   |     |     |     |     |     |     |
| |          |     |     |     |     |     |     |
| rezultat nakošen - nije vidljiv redoslijed odigravanja međusobnih utakmica iz dostupnih izvora rezultat nakošen i smanjen * - iz dostupnih izvora nije uočljiv domaćin susreta prekrižen rezultat - poništena ili brisana utakmica p - utakmica prekinuta 3:0 p.f. / 0:3 p.f. - rezultat 3:0 bez borbe |          |     |     |     |     |     |     |

 Izvori: 

## Zapad
Ljestvica 
| mj. | klub                        | ut. | pob. | ner. | por. | gol+ | gol- | bod |
| --- | --------------------------- | --- | ---- | ---- | ---- | ---- | ---- | --- |
| 1.  | Zaprešić                    | 5   | 4    | 1    | 0    | 14   | 1    | 9   |
| 2.  | Dolomit Zagreb              | 5   | 4    | 0    | 1    | 16   | 6    | 8   |
| 3.  | Srp Brdovec                 | 5   | 3    | 0    | 2    | 5    | 7    | 6   |
| 4.  | Ponikve Zagreb              | 5   | 1    | 2    | 3    | 3    | 7    | 4   |
| 5.  | Savski Marof                | 5   | 0    | 2    | 3    | 4    | 10   | 2   |
| 6.  | Crvena zvijezda Donji Laduč | 5   | 0    | 1    | 4    | 3    | 14   | 1   |

 Rezultatska križaljka 
| kratica | klub                        | CRZ | DOL | PON | SAM | SRP | ZAP |
| --- | --------------------------- | --- | --- | --- | --- | --- | --- |
| CRZ | Crvena zvijezda Donji Laduč |     |     |     |     |     |     |
| DOL | Dolomit Zagreb              |     |     |     |     |     |     |
| PON | Ponikve Zagreb              |     |     |     |     |     |     |
| SAM | Savski Marof                |     |     |     |     |     |     |
| SRP | Srp Brdovec                 |     |     |     |     |     |     |
| ZAP | Zaprešić                    |     |     |     |     |     |     |
| |                             |     |     |     |     |     |     |
| rezultat nakošen - nije vidljiv redoslijed odigravanja međusobnih utakmica iz dostupnih izvora rezultat nakošen i smanjen * - iz dostupnih izvora nije uočljiv domaćin susreta prekrižen rezultat - poništena ili brisana utakmica p - utakmica prekinuta 3:0 p.f. / 0:3 p.f. - rezultat 3:0 bez borbe |                             |     |     |     |     |     |     |